# City Lights (Blanche-dal)
A City Lights (magyarul: Városi fények) a vallon Blanche dala, mellyel Belgiumot képviselte a 2017-es Eurovíziós Dalfesztiválon, Kijevben. A dal belső kiválasztás során nyerte el az eurovíziós indulás jogát, és 2017. március 8-án mutatták be nyilvánosan.

## Eurovíziós Dalfesztivál
A dalt az Eurovíziós Dalfesztiválon először a május 9-i első elődöntőben adta elő, fellépési sorrendben ötödikként az Albániát képviselő Lindita World című dala után, és a Montenegrót képviselő Slavko Kalezić Space című dala előtt. Az elődöntőből a negyedik helyen jutott tovább a május 13-i döntőbe, ahol fellépési sorrendben huszonharmadikként lépett fel az Ukrajnát képviselő O.Torvlad Time című dala után, és a Svédországot képviselő Robin Bengtsson I Can't Go On című dala előtt. A pontozás során a zsűri szavazáson összesítésben a kilencedik helyen végzett 108 ponttal (Írországtól maximális pontszámot kapott), míg a nézői szavazáson a negyedik helyen végzett 255 ponttal (Észtországtól, Lengyelországtól, Lettországtól és Svédországtól maximális pontszámot kapott), így összesítésben 363 ponttal a verseny negyedik helyezettje lett.
A következő belga induló Sennek A Matter of Time című dala volt a 2018-as Eurovíziós Dalfesztiválon.